# Горни Балван
 Тази статия е за едното щипско село.  За другото вижте Долни Балван.  За селото в България вижте Балван.
Горни Балван (на македонска литературна норма: Горни Балван) е село в централната част на Северна Македония, община Карбинци.

## География
Селото е разположено в долината на река Брегалница, на десния ѝ бряг, северно от град Щип.

## История
В XIX век Горни Балван е село в Щипска кааза на Османската империя. Църквата „Свети Йоан Кръстител“ е от XIX век.
Според статистиката на Васил Кънчов („Македония. Етнография и статистика“) от 1900 година Горно Балван има 300 жители, всички българи християни.
В началото на XX век жителите на селото са под върховенството на Българската екзархия. По данни на секретаря на екзархията Димитър Мишев („La Macédoine et sa Population Chrétienne“) през 1905 година в Горно Балван (Gorno Balvan) има 448 българи екзархисти.

В годишен рапорт за състоянието на учебното дело в Щипска каза през учебната 1905/1906 година се посочва, че Горни Балван брои 70 български къщи. За поминъка на местните жители се казва: 
| „ | Селените се занимават със земеделие, пчеларство и скотовъдство. Много малкото пространство работна земя прави поминъка на селените недотам завиден, а това ги кара да имат чести разправии и да обработват земя от Карбинско, Крупнишко и Долно-Балванско поле. Селените са трудолюбиви и пестеливи. | “ |

В 1910 година селото пострадва по време на обезоръжителната акция. Един човек от селото е арестуван и измъчван.
При избухването на Балканската война в 1912 година пет души от Балван (Горни и Долни) са доброволци в Македоно-одринското опълчение.
След Междусъюзническата война в 1913 година селото попада в Сърбия.
По време на българското управление на Вардарска Македония през Първата световна война Горни Балван е център на община в Щипска околия на Щипски окръг и има 405 жители.
На етническата си карта от 1927 година Леонард Шулце Йена показва Горни Балван (Gorni Balvan) като българско християнско село.
По време на българското управление във Вардарска Македония в годините на Втората световна война, Тодор П. Янев от Щип е български кмет на Горни Балван от 18 август 1941 година до 18 юни 1942 година. След това кметове са Димитър Ев. Парталев от Кюстендил (22 юни 1942 - 8 ноември 1943) и Иван Г. Щерев от Щип (25 декември 1943 - 9 септември 1944). По това време в селото функционира читалище „Васил Левски“.
По Титово време от изтезания в затвора умира Тома Давков - местен лекар, осъден заради българското си самосъзнание.

## Личности
Родени в Горни Балван
- Васил Манов Петров (1878 – след 1943), български революционер
- Гьоре Коцов, български революционер, деец на ВМОРО, четник в четата на Иван Бърльо в март - май 1915 година[12]
- Димко Андов, македоно-одрински опълченец, Трета рота на Тринадесета кукушка дружина[13]
- Дионис Ефремов Алексов (1867 - след 1943), български революционер
- Иван Янев Бърлев (Бърльов, 1877 – 1925), македоно-одрински опълченец, войвода на Щипската чета, Тринадесета кукушка дружина[14]
- Йове Евтимов, македоно-одрински опълченец, нестроева рота на Трета солунска дружина, роден в Горни или Долни Балван[15]
- Йордан Везенков (1869 - 1947), учител и революционер
- Коце Андонов, български революционер, деец на ВМОРО, четник в четата на Иван Бърльо в март - май 1915 година[12]
- Лазо Янев, български революционер, деец на ВМОРО, четник в четата на Иван Бърльо в 1915 година[16]
- Мито Петрушов, български революционер от ВМОРО, четник на Иван Наумов Алябака[17]
- Пантелей Янев, български революционер, македоно-одрински опълченец
- Санде Христов, български революционер, деец на ВМОРО, четник на Иван Бърльо[12] и Стоян Леков в 1915 година,[18] от Горни или от Долни Балван
- Сандо Везенков, български революционер от ВМОРО, четник на Иван Бърльо в 1914 година, роден в Горни или Долни Балван[19]
- Салтир Монев, български революционер от ВМОРО, четник при Мише Развигоров, роден в Горни или Долни Балван[20]
- Славе Търалинеца, български революционер, деец на ВМОРО, четник на Иван Бърльо в 1915 година, роден в Горни или Долни Балван[21]
- Славчо Ефремов (1884 – ?), македоно-одрински опълченец, Петнадесета щипска дружина, роден в Горни или Долни Балван[22]
- Стойко Върба Янев, български революционер от ВМОРО, четник при Мише Развигоров, роден в Горни или Долни Балван[20]
- Тиме Георгиев, български революционер, деец на ВМОРО, действал в 1915 година в източната част на Вардарска Македония с чета, вероятно под командването на Иван Бърльо[23]
- Тосе Андонов, български революционер, деец на ВМОРО, четник в четата на Иван Бърльо в март - май 1915 година[12]
- Тосе Трайчев Андов (1874 - след 1943), деец на ВМОРО и ВМРО
- Христо Рогушков, деец на ВМОРО и ВМРО от Горни или Долни Балван[24]
- Шене Миладинов, български революционер от ВМОРО, четник при Мише Развигоров, роден в Горни или Долни Балван[20]